# ACH (ヘルメット)

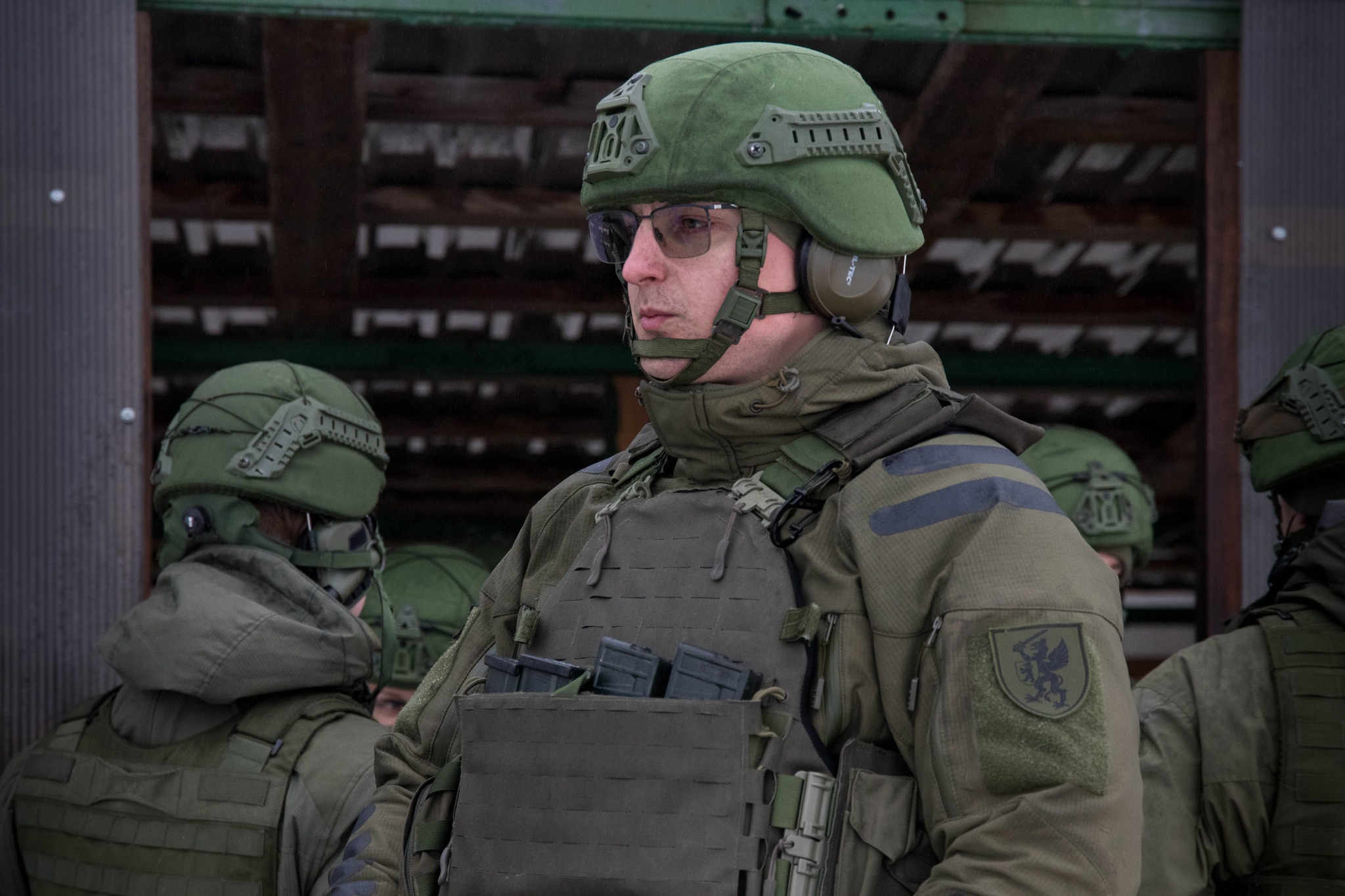
ACHを被ったリトアニア陸軍兵士

ACH（Advanced Combat Helmet、進化型戦闘ヘルメット）は、アメリカ陸軍などで採用されている戦闘用ヘルメット。日本での販売元であるMSAジャパン社では高性能戦闘用ヘルメットACHと呼称している。
アメリカ陸軍特殊作戦コマンド用に開発されたMICH（Modular Integrated Communications Helmet）を原型としており、それまで採用されていたPASGTヘルメットを代替した。現在、ACHの後継となる小銃弾を阻止可能なECHへと2011年末から更新が進んでいる。
アメリカ軍の機関ではアメリカ空軍が採用しているが、アメリカ海兵隊はACHではなくECHを採用している。アメリカ軍以外にも各国の軍や法執行機関、民間軍事会社が採用しており、日本では海上保安庁も採用している。
2002年にはアメリカ陸軍の発明品ベスト10の内の1つとして評価されている。

## 概要

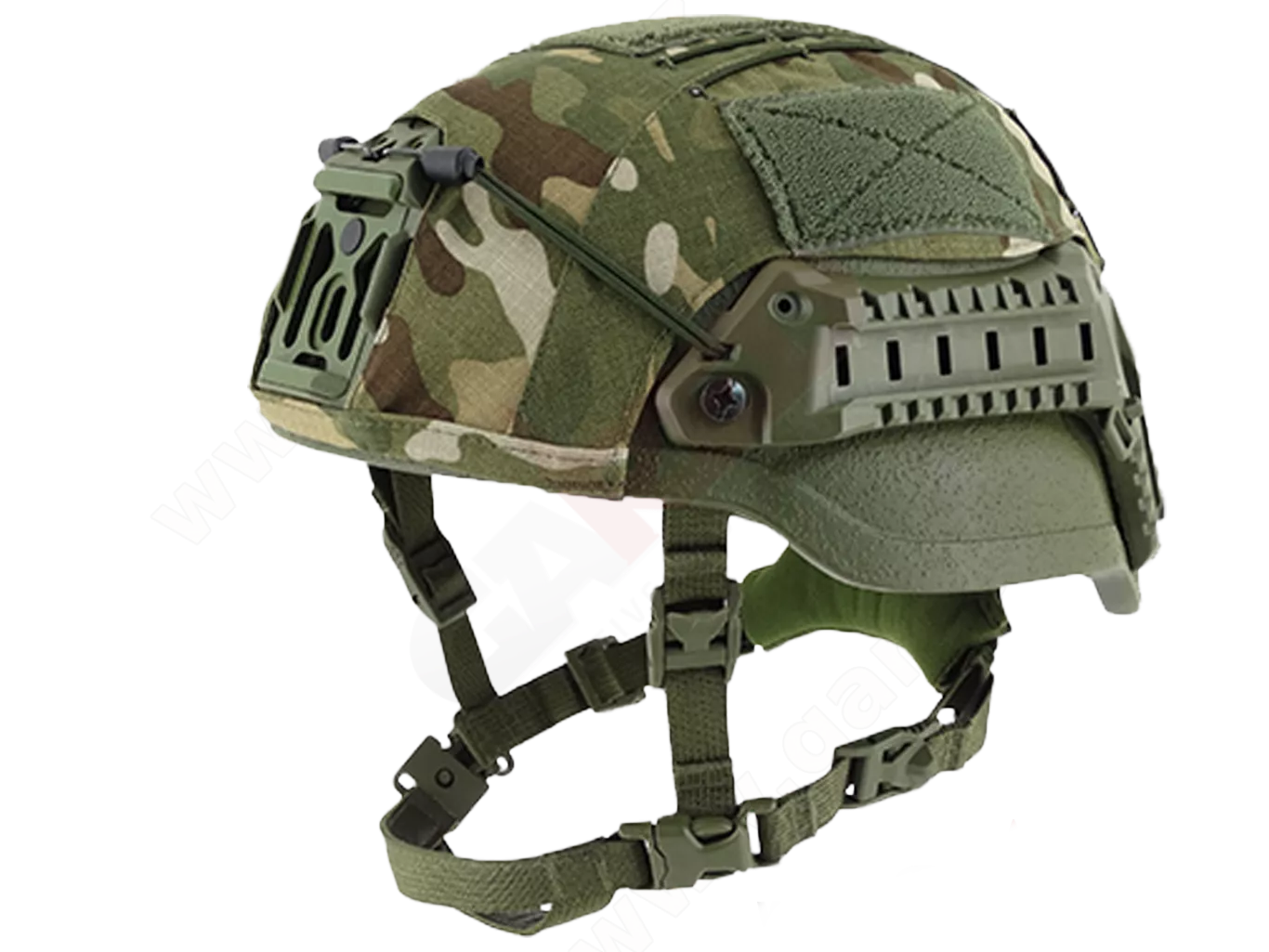
側面から見たACH。鍔が無いことや4点式あご紐の形状を確認することができる

ACHは、ヘルメット外殻、7つのクッションパッド、ハーネス型あご紐部の3点から構成される頭部保護用の装備品である。防弾性能はNIJ規格でレベルIII-Aである（比較するとPASGTはレベルII）重量は47オンス（約1.33kg：スモール）-62オンス（約1.76kg：エキストラ・ラージ）。
製造元はMSA社、SDS社、Gentex社、Rabintex社の4社。うちGentex社のものはあご紐の仕様の違いにより初期型（技術教範では"X型"と呼称）と後期型（同"H型"）に区別される。各社のモデルは外殻とあご紐の連結部品の形状において差異があるものの、同等の機能を有するとみなされている。
PASGTと同じく前部には暗視装置用のアタッチメントを装着可能で、AN/PVS-7 、AN/PVS-14、AN/PVS-15、AN/PSQ-20、AN/PVS-21などを装着できる。

## 構造

### ヘルメット外殻
外観は「フリッツ」と俗称される帝政ドイツ式に似た戦闘用ヘルメットの形状で、PASGTヘルメットとの顕著な違いは鍔（出っ張り幅は5ミリ程度）が廃されていることである。これにより、床に伏せる射撃姿勢（プローン）でインターセプターボディアーマーの襟に押されてヘルメットが前に傾いた際に視界を妨げる症状が改善された。また、側面の装甲の面積を減らすことで聴音性を向上している。
材質はアラミド繊維（ケブラー）を主体とするFRP製。外側はやや緑がかった灰色（foliage green）に塗装され、かつ、まばらに1mm程度の砂状の粒子が配されている。内側は無塗装で白色の繊維と濃緑色の樹脂による綾模様が見え、内部にはクッションパッドを固定するための円形の面ファスナー（鮫歯状のフック面）が貼り付けられている。
外殻には、あご紐を固定するための4箇所の穴と、前頭部中央に暗視装置用の共通ブラケットを装着するための1箇所の穴があけられている。教範では、ブラケットを装着しない場合はこの穴を指定されたナットとボルトで塞ぐように指示されているが、指定のナットとボルトはACHの構成品に含まれないため別途調達する必要がある。

### クッションパッド
円形のパッド1枚、長方形または長円形のパッド4枚、台形のパッド2枚の合計7枚から構成される。PASGTヘルメットでは内装はハンモック式であったが、クッションパッド式に変更されたことで安定性が向上し、また、クッションパッドそのものにエアバッグのように衝撃を吸収する防御性能を期待できるほか、一部をパッドを着脱することで装着時の疲労の軽減を図るための調整がより容易となった。
クッションパッドは低反発性の発泡ポリウレタンを心材として、表面を吸湿性繊維、裏面を面ファスナーのループ面で包装したもので、厚さは6（3/4インチ）サイズと8（1インチ）サイズの2種類があるが現在は6（3/4インチ）サイズのみが供給されている。このパッドは著しく寒冷な環境では柔軟性が失われ、所要のクッション性能を発揮できなくなる恐れがあるため、このような状況下ではしばらくヘルメットをかぶり続けるかまたはパッドを取り外しでポケットの中で暖めるなどして性能を回復しておく必要がある。
クッションパッドの配列は、教範上、7パッド配列、6パッド配列、5パッド配列が示されている。
- 7パッド配列

頭頂部に円形パッド、前・後頭部に台形パッド、台形パッドの左右に長方形または長円形パッドを配した形。7枚のパッドをすべて使用した配列。
最も保護機能の高い配列であり、この配列が訓練・戦闘時の基本の配列とされている。特にエアボーン作戦では7パッド配列のみが認められ、ヘリボーンやクライミングのような危険度の高い作戦では7パッドを推奨している。
- 6パッド配列

7パッド配列から前頭部の台形パッド1枚を除き、6枚のパッド使用した配列。
訓練・戦闘時は7パッド配列を基本としながらも、NBC防護マスクなどを併用する際に干渉するといった明らかな理由がある場合に容認される配列。
- 5パッド配列

7パッド配列から前・後頭部の台形パッド2枚を除き、5枚のパッドを使用した配列。
非訓練・非戦闘時（例として、行進、式典など）に認められるほか、酷暑環境では通気性と快適性の向上のためにも用いられる。
クッションパッドは後継のECHと共通で互換性がある。

### ハーネス型あご紐部
あご紐部、連結部品、襟首パッドの3点から構成され、材質は綿とポリエステルの混紡。
あご紐部と襟首パッドは仕様に違いにより、MSA社、SDS社、Gentex社H型、Rabintex社のモデルで共通して使用されるものと、Gentex社X型の2種類がある。
相違点は、前者の襟首パッドは横に長い長方形でこの位置に面ファスナーがあることでハーネス全体の横方向の広がりを調節できるのに対して、後者の襟首パッドは蝶のような形状で下顎部のストラップに面ファスナーによる調節位置がある。
連結部品はMSA社初期・後期・現行、SDS社、Gentex社X型・H型、Rabintex社の7種類がある。Gentex社X型用以外、形状が異なるものの機能上は同等であるとみなされている。
いずれも4箇所をナットとボルトで外殻と連結する4点式のハーネス型で、4箇所で長さを調節でき、1箇所で開き幅を調節できる。バックルは左側。色はフォーリッジグリーンの1色のみが供給されている。
ハーネス型あご紐部は後継のECHと共通で互換性がある。

## 比較
他のヘルメット、他国のヘルメットとの比較は戦闘用ヘルメットを参照のこと。